# Sophira extranea
Sophira extranea es una especie de insecto del género Sophira de la familia Tephritidae del orden Diptera.

## Historia
Meijere la describió científicamente por primera vez en el año 1914.